# Chaffcombe
Chaffcombe – wieś w Anglii, w hrabstwie Somerset, w dystrykcie (unitary authority) Somerset. Leży 67 km na południe od miasta Bristol i 207 km na zachód od Londynu. W 2002 miejscowość liczyła 194 mieszkańców.